# Fragilariopsis cylindrus
Espèce
Fragilariopsis cylindrus est une espèce de diatomée de la famille des Bacillariaceae. C’est une diatomée pennée sympagique (associée à la glace de mer) bipolaire et/ou planctonique qui peut former de larges efflorescences au printemps,. Cette microalgue eucaryote unicellulaire psychrophile est un indicateur des eaux polaires et de l'écosystème associé à la glace de mer. Il s’agit d’un organisme modèle pour la compréhension des mécanismes écophysiologiques et fondamentaux de la vie adaptée au froid,.

## Description
Fragilariopsis cylindrus est une diatomée pennée principalement rectangulaire avec une valve apicale allongée allant de 15 à 55 μm et un axe transapical allant de 2,4 à 4 μm. Comme les autres diatomées, F. cylindrus présente une paroi cellulaire composée de deux valves de silice biogénique, le frustule. On peut également noter la présence d'un canal-raphé excentré tendu par des fibules. La cellule présente généralement deux chloroplastes répartis à chaque pôle de la cellule entourant le noyau cellulaire.
Cette espèce est marineAlgaeBase (ref).

## Style de vie
Fragilariopsis cylindrus est caractérisé par un mode de vie principalement colonial en chaîne et constitue de larges populations associées au bas de la glace de mer (interface eau-glace de mer), ainsi que dans la zone marginale de glace de mer en eau libre,. Elle est notamment connu pour sa capacité à pousser à des températures inférieures à 0°C et possède une température de croissance optimale de 4-5°C et une limite létale de ≤ +10°C. En tant que microalgue sympagique, F. cylindrus peut faire face à un environnement à forte salinité, généralement trouvé dans les canaux de saumure, en produisant de grandes quantités de substances polymères extracellulaires riches en polysaccharides (EPS).
F. cylindrus est un organisme phototrope, mais il est capable de maintenir des processus métaboliques essentiels dans l'obscurité, assurant une récupération rapide lors d'un rééclairage et lui permettant de survivre à l'obscurité à long terme.

## Systématique
Le nom correct complet (avec auteur) de ce taxon est Fragilariopsis cylindrus (Grunow ex Cleve) Helmcke & Willi Krieger, 1954.

## Publication originale
- Helmcke, J.-G. & Krieger, W. (1954). Diatomeenschalen im Elektronenmikroskopischen Bild. Bild u. Forsch. Abt. Biol. Berlin-Wilmersdorf 2: 1-24, pls 103-200.